# I violenti di Roma bene
I violenti di Roma bene è un film italiano del 1976 diretto a quattro mani da Sergio Grieco e Massimo Felisatti che si firmarono con lo pseudonimo Segri-Ferrara.
Prende spunto dal massacro del Circeo.

## Trama
A Roma viene sconvolta da una serie di delitti tra cui una ragazza che viene rapita davanti scuola e uccisa insieme ad alcuni malviventi, poi un trasportatore degli incassi viene quasi scippato davanti all'ippica. Il commissario De Gregori e il suo fedele uomo nonché il maresciallo Turrini indagano su questa serie di crimini e sospettano di Stefano Donini, figlio di un grosso costruttore e capo di una banda composta anche da Marco e Bruno. Quando De Gregori arresta lo stesso Stefano, il padre riesce a farlo rilasciare con l'aiuto del suo avvocato. Dopo essere stato rilasciato, Stefano e i suoi uccidono il pretore Gualandi, reo di aver messo sotto sequestro i cantieri del padre, che erano in costruzione di legge vigenti. Poco dopo, Stefano, Marco e Bruno compiono una rapina in un'azienda dove il padre dello stesso Marco é uno dei dipendenti, così Stefano uccide lui e ferendo Marco. Mentre Marco é piantonato in ospedale, i suoi ex complici stuprano e uccidono la sorella e la fidanzata carbonizzando i loro cadaveri. Alla fine Marco scappa dall'ospedale e si reca in un casale dove vengono stuprate e uccise la sorella e la fidanzata e uccide Bruno a colpi di pala mentre De Gregori riesce a catturare finalmente Stefano.

## Distribuzione
Il film venne distribuito nel circuito cinematografico italiano il 12 agosto 1976.
Nei mercati anglofoni fu editato con il titolo Terror in Rome.
In Francia il film uscì nelle sale cinematografiche il 31 ottobre 1979 con il titolo Violence à Rome.
Sempre in Francia venne curiosamente distribuita in seguito anche una versione pornografica  del film, intitolata La nuit des excitées in cui vennero aggiunte alcune scene di sesso esplicito, realizzate nel Paese d'oltralpe con delle controfigure mai riprese in volto, scene ovviamente del tutto assenti nel film originale.

## Accoglienza

### Incassi
I violenti di Roma bene ha incassato complessivamente 518.107.310 lire dell'epoca.